# Hernán Rivero
Hernán Daniel Rivero (n. Bella Vista, Provincia de Corrientes, Argentina, 22 de septiembre de 1992) es un futbolista argentino. Juega como delantero y su equipo actual es Chacarita Juniors de la Primera B Nacional de Argentina.

## Trayectoria
Realizó divisiones inferiores en Boca Juniors, militó en San Lorenzo de Santa Fe, en el Club Atlético Central Goya de Corrientes y también paso por River Plate. En el 2014 jugó en el Primera B con Atlanta. Por sus grandes actuaciones, All Boys se contactó con él y lo fichó para jugar en la Primera B Nacional.
El 21 de enero de 2016 se confirma su fichaje por la Liga Deportiva Alajuelense de Costa Rica por un periodo de seis meses, con opción de un año más.
Cuando finalizó la temporada en el club de Costa Rica retornó a Argentina para volver a jugar en All Boys nuevamente en la Primera B Nacional.
El 16 de junio de 2019 fichó por los Toros del Club Celaya FC de México.
El 20 de julio del 2022 se informa de su acuerdo para pasar a filas del Club Atlético Peñarol.

## Clubes
Actualizado al último partido jugado el 23 de noviembre de 2023.
| Club                        | País       | Año         | Partidos | Goles |
| --------------------------- | ---------- | ----------- | -------- | ----- |
| All Boys                    | Argentina  | 2014-2016   | 40       | 11    |
| Alajuelense                 | Costa Rica | 2016        | 6        | 1     |
| Correcaminos                | México     | 2017-2018   | 22       | 9     |
| Deportivo Pasto             | Colombia   | 2018-2019   | 3        | 0     |
| Sportivo Luqueño            | Paraguay   | 2019        | 14       | 5     |
| Celaya                      | México     | 2019-2020   | 20       | 4     |
| Montevideo Wanderers        | Uruguay    | 2020-2022   | 71       | 21    |
| Peñarol                     | Uruguay    | 2022        | 14       | 0     |
| River Plate                 | Uruguay    | 2023        | 12       | 2     |
| Palestino                   | Chile      | 2023        | 7        | 0     |
| Gimnasia y Esgrima de Jujuy | Argentina  | 2024        | 8        | 0     |
| Chacarita Juniors           | Argentina  | 2024 - act. | 15       | 5     |